# Hội Liên hiệp Phụ nữ Việt Nam
Hội Liên hiệp Phụ nữ Việt Nam (tiếng Anh: Vietnam Women's Union, viết tắt: VWU) là một tổ chức chính trị, xã hội của phụ nữ Việt Nam, mục đích hoạt động vì sự bình đẳng, phát triển của phụ nữ.
Hội là thành viên của Mặt trận Tổ quốc Việt Nam, thành viên của Liên đoàn phụ nữ Dân chủ quốc tế và Liên đoàn các tổ chức phụ nữ ASEAN. Đây là một tổ chức phụ nữ cấp quốc gia có quy mô lớn so với trên thế giới.
Trụ sở Trung ương Hội đặt tại số 39 phố Hàng Chuối, phường Phạm Đình Hổ, quận Hai Bà Trưng, thành phố Hà Nội.

## Lịch sử
Tháng 10 năm 1930, Hội nghị Trung ương lần thứ nhất của Đảng Cộng sản Đông Dương đã ra Nghị quyết về Phụ nữ vận động. Bản Nghị quyết nhấn mạnh: "Lực lượng cách mạng của phụ nữ là một cái lực lượng rất trọng yếu. Nếu quảng đại quần chúng phụ nữ không tham gia vào những cuộc tranh đấu cách mạng thì cách mạng không thắng lợi được. Bởi vậy, nên công tác trong quần chúng phụ nữ không phải là một cái nhiệm vụ phụ thuộc của Đảng; công tác ấy chánh là một cái nhiệm vụ rất lớn và rất trọng yếu".. Nghị quyết này cũng xác định: "... Đảng phải tổ chức ra các đoàn thể phụ nữ, phụ nữ hiệp hội mục đích là mưu quyền cho phụ nữ, làm cho phụ nữ triệt để giải phóng".
Trung ương Đảng Cộng sản Đông Dương còn đề ra Điều lệ Phụ nữ Liên hiệp Hội, trong đó quy định: Phụ nữ Liên hiệp hội Đông Dương gồm một Ban Chấp hành ủy viên Đông Dương, năm Xứ phụ nữ Hiệp hội (Bắc Kỳ, Trung Kỳ, Nam Kỳ, Lào, Cao Miên), một phân hội phụ nữ và một Ban Chấp hành ủy viên trong mỗi thành phố hay mỗi phủ, huyện... Đây là cơ sở đầu tiên đề hình thành tổ chức phụ nữ tại Việt Nam.

## Nhiệm vụ, quyền hạn và trách nhiệm
Hội có chức năng đại diện, chăm lo, bảo vệ quyền, lợi ích hợp pháp, chính đáng của các tầng lớp phụ nữ, tham gia xây dựng Đảng, tham gia quản lý Nhà nước. Ngoài ra Hội còn đoàn kết, vận động phụ nữ thực hiện đường lối, chủ trương của Đảng, chính sách, pháp luật của Nhà nước; vận động xã hội thực hiện bình đẳng giới.
Hội có các nhiệm vụ sau:
1. Tuyên truyền, giáo dục chính trị, tư tưởng, lý tưởng cách mạng, phẩm chất đạo đức, lối sống; đường lối, chủ trương của Đảng, chính sách, pháp luật của Nhà nước;
2. Vận động các tầng lớp phụ nữ chủ động, tích cực thực hiện đường lối, chủ trương của Đảng, chính sách, pháp luật của Nhà nước, tham gia xây dựng Đảng, Nhà nước, phát triển kinh tế – xã hội và bảo vệ Tổ quốc; vận động, hỗ trợ phụ nữ nâng cao năng lực, trình độ, xây dựng gia đình hạnh phúc; chăm lo cải thiện đời sống vật chất, tinh thần của phụ nữ;
3. Tham mưu đề xuất, tham gia xây dựng, phản biện xã hội và giám sát việc thực hiện đường lối, chủ trương của Đảng, chính sách, pháp luật của Nhà nước có liên quan đến quyền, lợi ích hợp pháp, chính đáng của phụ nữ, gia đình và trẻ em;
4. Xây dựng, phát triển tổ chức Hội vững mạnh;
5. Đoàn kết, hợp tác với phụ nữ các nước, các tổ chức, cá nhân tiến bộ trong khu vực và thế giới vì bình đẳng, phát triển và hòa bình.

## Lịch sử hình thành và phát triển
- 1930–1936: Tổ chức Phụ nữ Giải phóng dần hình thành, thu hút đông đảo phụ nữ tham gia vào cao trào đấu tranh cách mạng (điển hình là Xô viết Nghệ Tĩnh).Tổ chức đã tuyên truyền, vận động phụ nữ tham gia đấu tranh đòi quyền lợi kinh tế, đòi cải thiện đời sống, chống áp bức của đế quốc phong kiến.
- 1936–1938: Trước yêu cầu của cách mạng, Nghị quyết Hội nghị Ban chấp hành Trung ương Đảng Cộng sản Đông Dương tháng 8/1937 về công tác vận động phụ nữ đặt ra nhiệm vụ chống phát xít, chống chiến tranh bằng hình thức công khai, hợp pháp.

Vì vậy, tổ chức cách mạng của phụ nữ được đổi thành Hội phụ nữ Dân chủ. Hội đã tuyên truyền đường lối, quan điểm của Đảng về giải phóng phụ nữ, nam nữ bình đẳng và tổ chức các hoạt động gắn với tính chất ngành nghề của phụ nữ để đấu tranh đòi tự do dân chủ, đòi quyền lợi cho phụ nữ như: hội Ái hữu, hội Truyền bá quốc ngữ.
- 1939–1941: Chiến tranh thế giới thứ hai bùng nổ. Đảng chủ trương: "Vận động phụ nữ tổ chức các hội phụ nữ phản chiến, các hội cứu tế, bảo an, để giúp đỡ nhau... chống đế quốc chiến tranh, đòi hoà bình".Để phù hợp với tình hình, Hội lấy tên là Hội phụ nữ Phản đế. Hội đã vận động chị em tham gia mít tinh, biểu tình, lập các hội cứu tế, bảo an, tham gia chống bắt lính với khẩu hiệu chống đế quốc chiến tranh, đòi hoà bình, đòi bồi thường chiến tranh.
- 1941–1945: Đoàn Phụ nữ Cứu quốc được thành lập. Dưới sự lãnh đạo của Đảng, Đoàn Phụ nữ cứu quốc đã vận động các tầng lớp phụ nữ gia nhập Mặt trận Việt Minh, gia nhập các đoàn thể cứu quốc đánh Pháp, đuổi Nhật, xây dựng và bảo vệ cơ sở cách mạng. Phụ nữ là lực lượng hùng hậu, đóng góp lớn vào thắng lợi của Cách mạng tháng Tám 1945.
- Ngày 20 tháng 10 năm 1946, Hội Liên hiệp phụ nữ Việt Nam chính thức được thành lập gồm nhiều đoàn thể phụ nữ trong đó Đoàn Phụ nữ Cứu quốc là tổ chức trụ cột, lãnh đạo phong trào phụ nữ trong cả nước, góp phần quan trọng vào thắng lợi vĩ đại của cuộc kháng chiến chống Pháp (1946–1954).
- Ngày 14–19/4/1950: Đại hội đại biểu Phụ nữ toàn quốc lần thứ Nhất. Đoàn Phụ nữ Cứu quốc hợp nhất với Hội Liên hiệp Phụ nữ Việt Nam. Bà Lê Thị Xuyến được bầu là Chủ tịch Hội. Hội Liên hiệp phụ nữ Việt Nam là thành viên của Liên đoàn phụ nữ dân chủ quốc tế.
- Ngày 8/3/1961, Hội Liên hiệp Phụ nữ Giải phóng miền Nam Việt Nam thành lập, là một tổ chức phân nhánh độc lập của Hội Liên hiệp Phụ nữ Việt Nam. Bà Nguyễn Thị Định được bầu làm Chủ tịch.
- Năm 1976, Hội Liên hiệp Phụ nữ Giải phóng miền Nam Việt Nam và Hội Liên hiệp phụ nữ Việt Nam hợp nhất lại thành một tổ chức thống nhất là Hội Liên Hiệp Phụ nữ Việt Nam.
- Từ 1976 đến nay, Hội Liên hiệp Phụ nữ Việt Nam lớn mạnh không ngừng, là tổ chức chính trị – xã hội nòng cốt, đóng góp to lớn vào thắng lợi của cách mạng Việt Nam. Đồng thời, Hội đã đạt được những bước tiến dài trên con đường tạo lập vị thế bình đẳng cho phụ nữ Việt Nam.

## Các cuộc vận động và phong trào thi đua

### Thời kỳ giành chính quyền (1939–1945)
Thời gian 1941– 1945, để gấp rút chuẩn bị cho khởi nghĩa giành chính quyền, phụ nữ đã tích cực tham gia các phong trào đánh Pháp, đuổi Nhật, phá kho thóc giải quyết nạn đói... Hội phụ nữ vận động các hội viên bí mật xây dựng và bảo vệ cơ sở cách mạng. Nhờ vậy, phong trào phụ nữ lớn mạnh cùng cách mạng cả nước, góp phần vào thắng lợi Cách mạng tháng Tám.

### Thời kỳ chống Pháp (1945–1954)
Đoàn phụ nữ Cứu quốc đã vận động các tầng lớp phụ nữ thực hiện phong trào: Phụ nữ học cày bừa, tăng gia sản xuất đảm bảo cho bộ đội "ăn no đánh thắng", mua công phiếu kháng chiến, phong trào Đời sống mới, Hội mẹ chiến sĩ được tổ chức ở khắp nơi... Hoạt động của Hội đã góp phần vào thắng lợi của cuộc kháng chiến chống Pháp.

### Thời kỳ kháng chiến chống Mỹ ở miền Nam và xây dựng CNXH ở miền Bắc (1954– 1975)
Tháng 3/1961, Đại hội phụ nữ toàn quốc lần thứ III họp tại Hà Nội đã phát động phong trào thi đua 5 tốt với các nội dung: Đoàn kết sản xuất, tiết kiệm tốt, chấp hành chính sách tốt, tham gia quản lý tốt, học tập chính trị, văn hoá, kỹ thuật tốt, xây dựng gia đình nuôi dạy con tốt. Tiếp đó, tháng 3/1965, Trung ương Hội Liên hiệp Phụ nữ Việt Nam phát động phong trào Ba đảm đang với các nội dung: Đảm đang sản xuất và công tác, đảm đang gia đình, đảm đang phục vụ chiến đấu và sẵn sàng chiến đấu.
Ở miền Nam, tại Đại hội lần thứ nhất Hội Liên hiệp Phụ nữ Giải phóng miền Nam (3/1965), Hội đã phát động phong trào thi đua 5 tốt với nội dung: Đoàn kết đấu tranh chính trị, võ trang, binh vận tốt; Lao động sản xuất, tiết kiệm tốt; Chăm sóc, nuôi dưỡng thương bệnh binh; Học tập văn hoá, chính trị, chuyên môn tốt; Rèn luyện tư cách đạo đức tốt. Phụ nữ miền Nam đã anh dũng thi đua giết giặc, trong gian nan vẫn một lòng trung kiên, bất khuất.

### Thời kỳ 1975–1986
Năm 1976, các tổ chức Phụ nữ ở hai miền (6/1976) được hợp nhất thành Hội Liên hiệp Phụ nữ Việt Nam, Hội đã phát động phong trào giáo dục động viên phụ nữ cả nước tham gia cách mạng xã hội chủ nghĩa và xây dựng chủ nghĩa xã hội.
Trong nhiệm kỳ Đại hội phụ nữ lần V (1982– 1987), Hội LHPN VN phát động hai cuộc vận động Phụ nữ giúp nhau làm kinh tế gia đình và Nuôi dạy con tốt, góp phần hạn chế trẻ em suy dinh dưỡng và bỏ học.

### Thời kỳ Đổi mới (1986–nay)
Hai cuộc vận động Phụ nữ giúp nhau làm kinh tế gia đình và Nuôi dạy con tốt, góp phần hạn chế trẻ em suy dinh dưỡng và bỏ học vẫn tiếp tục được duy trì gắn với các nhiệm vụ của phụ nữ trong thời kỳ Đổi mới.
Đại hội Phụ nữ toàn quốc lần thứ VIII (1997) quyết định điều chỉnh, phát triển 2 phong trào thi đua được phát động từ Đại hội V thành Phụ nữ tích cực học tập, lao động sáng tạo, nuôi dạy con tốt, xây dựng gia đình hạnh phúc và Phụ nữ giúp nhau phát triển kinh tế gia đình, cần kiệm xây dựng đất nước; Phong trào Giỏi việc nước, đảm việc nhà tiếp tục được thực hiện trong nữ công nhân viên chức; Phong trào "Ngày tiết kiệm vì Phụ nữ nghèo" được phát triển thành "Hỗ trợ Phụ nữ tạo việc làm, tăng thu nhập".
Đại hội Phụ nữ toàn quốc lần thứ IX (năm 2002) đã phát động phong trào thi đua Phụ nữ tích cực học tập, lao động sáng tạo, xây dựng gia đình hạnh phúc. Đến Đại hội Phụ nữ toàn quốc lần thứ X (2007) phong trào này tiếp tục được duy trì gắn với thực hiện Cuộc vận động Học tập và làm theo tấm gương đạo đức Hồ Chí Minh; vận động các tổ chức, cá nhân ủng hộ xây dựng "Mái ấm tình thương" cho phụ nữ nghèo.
Đại hội Phụ nữ toàn quốc lần thứ XI (2012) và XII (năm 2017) tiếp tục phát động phong trào thi đua "Phụ nữ tích cực học tập, lao động sáng tạo, xây dựng gia đình hạnh phúc"; đồng thời triển khai sâu rộng 2 cuộc vận động "Xây dựng gia đình 5 không, 3 sạch" và "Rèn luyện các phẩm chất đạo đức Tự tin - Tự trọng - Trung hậu - Đảm đang" gắn với học tập và làm theo tư tưởng, đạo đức, phong cách Hồ Chí Minh.

## Tổ chức

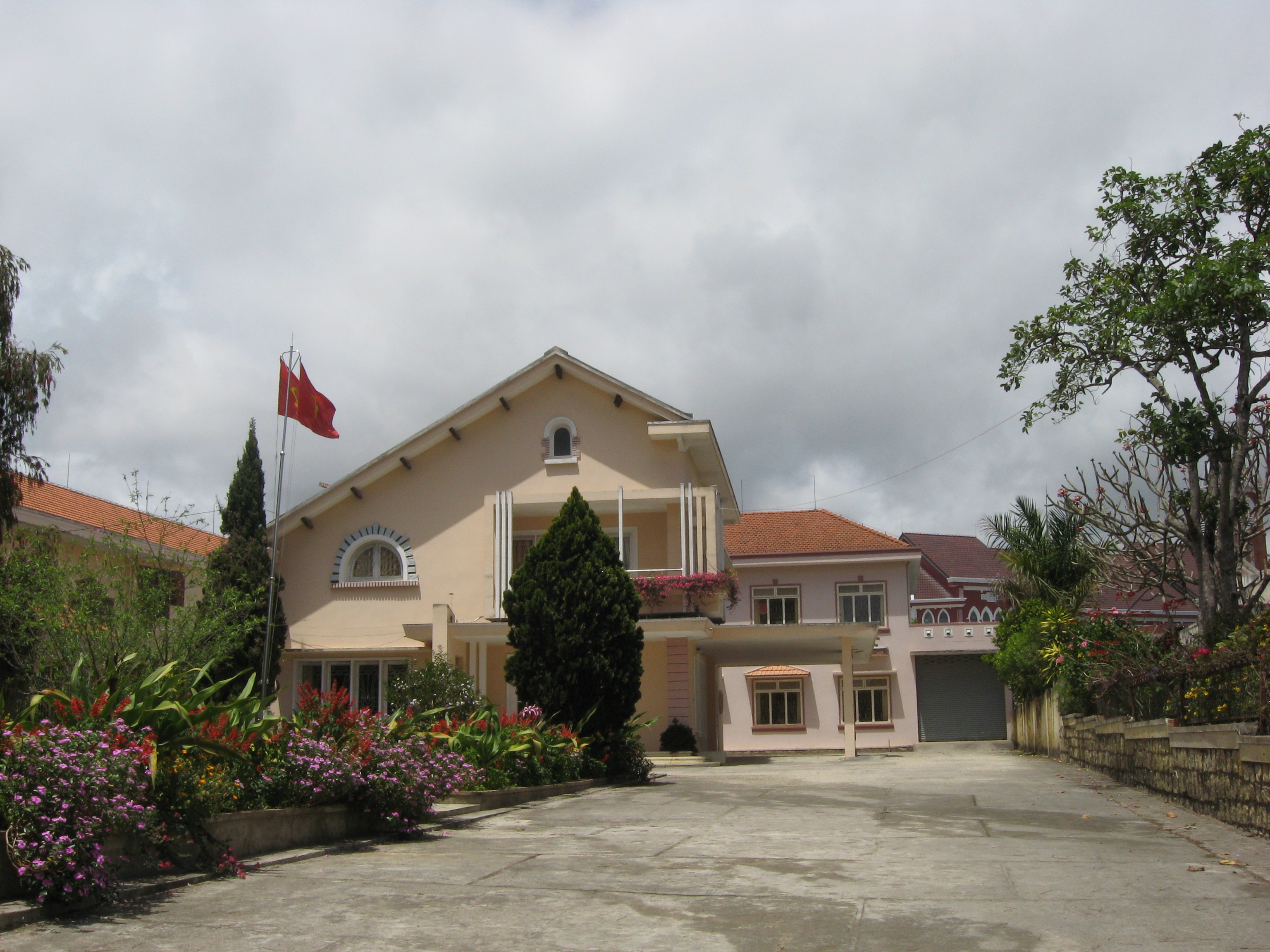
Hội Liên hiệp Phụ nữ tỉnh Lâm Đồng tại 31, đường Quang Trung, thành phố Đà Lạt.

Hội Liên hiệp Phụ nữ Việt Nam tổ chức và hoạt động theo nguyên tắc tự nguyện, dân chủ, liên hiệp, thống nhất hành động.
Cơ quan lãnh đạo Hội Liên hiệp Phụ nữ các cấp do bầu cử lập ra, tổ chức và hoạt động theo nguyên tắc tập trung dân chủ.
Hội Liên hiệp Phụ nữ Việt Nam gồm 4 cấp:
- Trung ương;
- Tỉnh, thành phố trực thuộc Trung ương và tương đương (gọi chung là cấp tỉnh);
- Huyện, quận, thị xã, thành phố trực thuộc tỉnh và tương đương (gọi chung là cấp huyện);
- Xã, phường, thị trấn và tương đương (gọi chung là cấp cơ sở).

Cơ quan chuyên trách Hội cấp Trung ương, tỉnh, huyện là cơ quan tham mưu giúp việc cho Ban Chấp hành, Đoàn Chủ tịch hoặc Ban Thường vụ cùng cấp.

### Cơ quan lãnh đạo các cấp
1. Cơ quan lãnh đạo cao nhất của Hội là Đại hội đại biểu Phụ nữ toàn quốc.
2. Cơ quan lãnh đạo ở mỗi cấp là Đại hội đại biểu hoặc Đại hội toàn thể hội viên của cấp đó.
3. Giữa hai kỳ đại hội, cơ quan lãnh đạo mỗi cấp Hội là Ban Chấp hành cùng cấp.
4. Giữa hai kỳ họp Ban Chấp hành, cơ quan lãnh đạo là Đoàn Chủ tịch hoặc Ban Thường vụ cùng cấp.

### Ban lãnh đạo khóa XIII (nhiệm kỳ 2022 - 2027)
Chủ tịch:
- Nguyễn Thị Tuyến, Ủy viên Trung ương Đảng khóa XIII, Bí thư Đảng ủy.

Phó Chủ tịch:
- Đỗ Thị Thu Thảo (1975) - Phó Chủ tịch thường trực
- Nguyễn Thị Minh Hương (1973)[3]
- Trần Lan Phương (1975)
- Nguyễn Thị Thu Hiền (1976)[4]

### Chủ tịch Trung ương Hội qua các thời kỳ:
| STT                               | Năm                               | Chủ tịch                    | Nhiệm kỳ             | Nhiệm kỳ            | Thời gian tại nhiệm                                                               | Ghi chú                                              |
| STT                               | Năm                               | Chủ tịch                    | Bắt đầu              | Kết thúc            | Thời gian tại nhiệm                                                               | Ghi chú                                              |
| --------------------------------- | --------------------------------- | --------------------------- | -------------------- | ------------------- | --------------------------------------------------------------------------------- | ---------------------------------------------------- |
| 1                                 | Nhiệm kỳ Đại hội I (1950-1956)    | Lê Thị Xuyến (1909-1996)    | 20 tháng 10 năm 1946 | 31 tháng 5 năm 1956 | 9 năm, 224 ngày                                                                   |                                                      |
| 2                                 | Nhiệm kỳ Đại hội II (1956-1961)   | Nguyễn Thị Thập (1908-1996) | 31 tháng 5 năm 1956  | 7 tháng 3 năm 1974  | 17 năm, 280 ngày                                                                  |                                                      |
| 2                                 | Nhiệm kỳ Đại hội III (1961-1974)  | Nguyễn Thị Thập (1908-1996) | 31 tháng 5 năm 1956  | 7 tháng 3 năm 1974  | 17 năm, 280 ngày                                                                  |                                                      |
| 3                                 | Nhiệm kỳ Đại hội IV (1974-1982)   | Hà Thị Quế (1921-2012)      | 7 tháng 3 năm 1974   | 20 tháng 5 năm 1982 | 8 năm, 74 ngày                                                                    |                                                      |
| 4                                 | Nhiệm kỳ Đại hội V (1982-1987)    | Nguyễn Thị Định (1920-1992) | 20 tháng 5 năm 1982  | 20 tháng 5 năm 1992 | 10 năm, 0 ngày                                                                    |                                                      |
| 4                                 | Nhiệm kỳ Đại hội VI (1987-1992)   | Nguyễn Thị Định (1920-1992) | 20 tháng 5 năm 1982  | 20 tháng 5 năm 1992 | 10 năm, 0 ngày                                                                    |                                                      |
| 5                                 | Nhiệm kỳ Đại hội VII (1992-1997)  | Trương Mỹ Hoa (1945)        | 20 tháng 5 năm 1992  | 15 tháng 2 năm 1998 | 5 năm, 271 ngày                                                                   |                                                      |
| 5                                 | Nhiệm kỳ Đại hội VIII (1997-2002) | Trương Mỹ Hoa (1945)        | 20 tháng 5 năm 1992  | 15 tháng 2 năm 1998 | 5 năm, 271 ngày                                                                   |                                                      |
| 6                                 | Hà Thị Khiết (1950)               | 15 tháng 2 năm 1998         | 4 tháng 10 năm 2007  | 9 năm, 231 ngày     |                                                                                   |                                                      |
| 6                                 | Hà Thị Khiết (1950)               | 15 tháng 2 năm 1998         | 4 tháng 10 năm 2007  | 9 năm, 231 ngày     | Nhiệm kỳ Đại hội IX (2002-2007)                                                   |                                                      |
| 7                                 | Nhiệm kỳ Đại hội X (2007-2012)    | Nguyễn Thị Thanh Hòa (1950) | 4 tháng 10 năm 2007  | 8 tháng 4 năm 2016  | 8 năm, 187 ngày                                                                   | Chủ tịch Hội Bảo vệ quyền trẻ em Việt Nam (2018-nay) |
| 7                                 | Nhiệm kỳ Đại hội XI (2012-2017)   | Nguyễn Thị Thanh Hòa (1950) | 4 tháng 10 năm 2007  | 8 tháng 4 năm 2016  | 8 năm, 187 ngày                                                                   | Chủ tịch Hội Bảo vệ quyền trẻ em Việt Nam (2018-nay) |
| 8                                 | Nguyễn Thị Thu Hà (1970)          | 8 tháng 4 năm 2016          | 8 tháng 5 năm 2020   | 4 năm, 30 ngày      | Phó Chủ tịch - Tổng Thư ký Ủy ban Trung ương Mặt trận Tổ quốc Việt Nam (2023-nay) |                                                      |
| 8                                 | Nguyễn Thị Thu Hà (1970)          | 8 tháng 4 năm 2016          | 8 tháng 5 năm 2020   | 4 năm, 30 ngày      | Phó Chủ tịch - Tổng Thư ký Ủy ban Trung ương Mặt trận Tổ quốc Việt Nam (2023-nay) | Nhiệm kỳ Đại hội XII (2017-2022)                     |
| 8                                 | Hà Thị Nga (1969)                 | 8 tháng 5 năm 2020          | 29 tháng 10 năm 2024 | 4 năm, 174 ngày     | Bí thư Tỉnh ủy Tuyên Quang (2024-nay)                                             |                                                      |
| 9                                 | Hà Thị Nga (1969)                 | 8 tháng 5 năm 2020          | 29 tháng 10 năm 2024 | 4 năm, 174 ngày     | Bí thư Tỉnh ủy Tuyên Quang (2024-nay)                                             |                                                      |
| Nhiệm kỳ Đại hội XIII (2022-2027) | Hà Thị Nga (1969)                 | 8 tháng 5 năm 2020          | 29 tháng 10 năm 2024 | 4 năm, 174 ngày     | Bí thư Tỉnh ủy Tuyên Quang (2024-nay)                                             |                                                      |
| 10                                | Nguyễn Thị Tuyến                  | 6 tháng 11 năm 2024         | đương nhiệm          | 213 ngày            |                                                                                   |                                                      |

## Các kỳ đại hội đại biểu toàn quốc
Đại hội các cấp được tổ chức năm năm một lần. Trường hợp đặc biệt do Hội cấp trên trực tiếp xem xét, quyết định theo quy định. Đại hội chỉ hợp lệ khi có ít nhất 2/3 số đại biểu được triệu tập tham dự.

### Đại hội lần thứ I (nhiệm kỳ 1950-1956)
Đại hội diễn ra từ ngày 14 đến ngày 19 tháng 4 năm 1950 tại Chiến khu Việt Bắc, Đại Từ, Thái Nguyên. Dự Đại hội có 168 đại biểu chính thức, đại diện cho 5 triệu hội viên và 10 triệu phụ nữ Việt Nam (có Việt kiều ở Pháp, Thái Lan tham dự).Đại hội vinh dự đón Chủ tịch Hồ Chí Minh và cụ Lê Đình Thám – chủ tịch Mặt trận Liên Việt đến dự.
Đại hội I có ý nghĩa lịch sử vì đã hợp nhất Đoàn phụ nữ Cứu quốc và Hội Liên hiệp phụ nữ Việt Nam thành một tổ chức duy nhất của phụ nữ, lấy tên là Hội Liên hiệp phụ nữ Việt Nam.
Nội dung:
- Đánh giá thành tích, đề ra 10 nhiệm vụ mới.
- Thông qua Báo cáo, các Quyết nghị về tổ chức, chức năng, nhiệm vụ của Hội phụ nữ, thông qua Chương trình, Điều lệ của Hội Liên hiệp Phụ nữ Việt Nam, Tuyên ngôn, Hiệu triệu gửi toàn thể phụ nữ Việt Nam.
- Đại hội bầu Ban chấp hành Trung ương Hội Liên hiệp phụ nữ Việt Nam khóa I gồm 32 ủy viên.

Chủ tịch: bà Lê Thị Xuyến.
Các Phó chủ tịch: bà Hoàng Thị Ái, Lê Thu Trà và bà Nguyễn Thị Thục Viên.

### Đại hội lần thứ II (nhiệm kỳ 1956-1961)
Đại hội diễn ra từ ngày 26 đến ngày 31 tháng 5 năm 1956 tại thủ đô Hà Nội. Dự Đại hội có hơn 700 đại biểu phụ nữ trong nước và Việt kiều ở nước ngoài (trong đó có hơn 400 đại biểu chính thức). Tham dự Đại hội có 6 đoàn đại biểu phụ nữ quốc tế. Ông Trường Chinh – Tổng Bí thư Ban chấp hành Đảng Lao động Việt Nam, ông Tôn Đức Thắng –Chủ tịch Mặt trận Tổ quốc Việt Nam, Thủ tướng Chính phủ Phạm Văn Đồng, Phó Thủ tướng Phan Kế Toại đã đến dự Đại hội.
Nội dung:
- Nghe báo cáo của Hội và đoàn đại biểu miền Nam tập kết ra Bắc, đề ra 5 chương trình hoạt động.
- Thảo luận và thông qua Báo cáo, Chương trình, Nghị quyết, Tuyên ngôn, Điều lệ sửa đổi.
- Bầu 49 ủy viên và dành số lượng 8 ủy viên sẽ bổ sung sau (5 ủy viên cho đại biểu miền Nam, 3 ủy viên cho đại biểu kiều bào nước ngoài).

Chủ tịch: bà Nguyễn Thị Thập.
Các Phó chủ tịch: bà Lê Thị Xuyến, Nguyễn Thị Thục Viên, Hoàng Thị Ái, Bùi Thị Cẩm và bà Hà Thị Quế.

### Đại hội lần thứ III (nhiệm kỳ 1961-1974)
Đại hội diễn ra từ ngày 8 đến ngày 11 tháng 3 năm 1961 tại thủ đô Hà Nội. Tham dự có 450 đại biểu chính thức, đại diện cho gần 4,5 triệu hội viên trong cả nước và 19 đoàn đại biểu phụ nữ quốc tế. Chủ tịch Hồ Chí Minh và Thủ tướng Phạm Văn Đồng đã đến dự Đại hội.
Nội dung:
- Đánh giá thành tích đã đạt được, đề ra 3 nhiệm vụ lớn.
- Phát động phong trào thi đua 5 tốt.
- Bầu Ban chấp hành Trung ương khoá III gồm 67 ủy viên.

Chủ tịch: bà Nguyễn Thị Thập được bầu lại.
Các Phó chủ tịch: bà Lê Thị Xuyến, Nguyễn Thị Thục Viên, Hoàng Thị Ái, Hà Thị Quế và bà Hà Giang.

### Đại hội lần thứ IV (nhiệm kỳ 1974-1982)
Đại hội diễn ra từ ngày 4 đến ngày 7 tháng 3 năm 1974 tại thủ đô Hà Nội. Tham dự đại hội có 596 đại biểu chính thức đại diện cho trên 5 triệu hội viên trên cả nước. Đoàn đại biểu Hội Liên hiệp Phụ nữ giải phóng Miền Nam Việt Nam do bà Nguyễn Thị Định, Phó Tổng Tư lệnh các lực lượng vũ trang giải phóng Miền Nam, Chủ tịch Hội dẫn đầu. Dự Đại hội còn có 26 đoàn đại biểu phụ nữ thế giới. Đại hội đón Chủ tịch nước Tôn Đức Thắng và ông Lê Duẩn, Bí thư thứ nhất Ban chấp hành Trung ương Đảng Lao động Việt Nam đến dự và phát biểu chỉ đạo.
Nội dung:
- Đánh giá thành tích đạt được, đề ra 6 nhiệm vụ cụ thể.
- Quyết định lấy ngày 20/10/1930 là ngày thành lập Hội LHPN Việt Nam.
- Đón nhận Huân chương Hồ Chí Minh hạng Nhì do Nhà nước trao tặng cho toàn thể phụ nữ Việt Nam.
- Bầu Ban chấp hành Trung ương khoá IV gồm 75 ủy viên.

Chủ tịch: bà Hà Thị Quế.
Các Phó chủ tịch: bà Lê Thị Xuyến, Hà Giang, Nguyễn Thị Minh Nhã và bà Vũ Thị Chín.

### Đại hội lần thứ V (nhiệm kỳ 1982-1987)
Diễn ra từ ngày 19 đến ngày 20 tháng 5 năm 1982 tại Thủ đô Hà Nội. Tham dự Đại hội có 800 đại biểu chính thức đại diện cho hơn 9 triệu hội viên và 25 triệu phụ nữ trong cả nước). Dự Đại hội có 9 đoàn đại biểu phụ nữ quốc tế. Đại hội đón ông Phạm Văn Đồng, ủy viên Bộ Chính trị Ban chấp hành Trung ương Đảng Cộng sản Việt Nam, Chủ tịch Hội đồng Bộ trưởng đến dự và phát biểu chỉ đạo.
Nội dung:
- Đánh giá các thành tựu đạt được, đề ra nhiệm vụ mới.
- Bầu Ban chấp hành Trung ương Hội khoá V gồm 109 ủy viên.

Chủ tịch: bà Nguyễn Thị Định.
Các Phó chủ tịch: bà Nguyễn Thị Như, Nguyễn Thị Bình, Nguyễn Thị Thanh, và bà Ngô Bá Thành.

### Đại hội lần thứ VI (nhiệm kỳ 1987-1992)
Đại hội diễn ra từ ngày 19 đến ngày 20 tháng 5 năm 1987 tại Thủ đô Hà Nội. Tham dự Đại hội có 700 đại biểu chính thức đại diện cho hơn 10 triệu hội viên và 28 triệu phụ nữ trong cả nước. Đại hội đón ông Nguyễn Đức Tâm, Uỷ viên Bộ chính trị Ban chấp hành Trung ương Đảng cộng sản Việt Nam, ông Trường Chinh, Chủ tịch Hội đồng Nhà nước; đồng chí Phạm Văn Đồng, Chủ tịch Hội đồng Bộ trưởng đến dự.
Nội dung:
- Đánh giá các tầng lớp phụ nữ đã thể hiện lòng yêu nước, tinh thần lao động trong xây dựng và bảo vệ Tổ quốc.
- Nhấn mạnh 8 nội dung phụ nữ cần thực hiện trong công cuộc đổi mới.
- Phát động hai cuộc vận động "Phụ nữ giúp nhau làm kinh tế gia đình" và "Nuôi dạy con tốt, góp phần hạn chế trẻ em suy dinh dưỡng và bỏ học".
- Bầu Ban chấp hành Trung ương Hội khoá VI gồm 98 ủy viên

Chủ tịch: bà Nguyễn Thị Định được bầu lại.
Các Phó chủ tịch: bà Nguyễn Thị Thân, Trần Thị Thanh Thanh, Trương Mỹ Hoa, Ngô Bá Thành, Hoàng Xuân Sính.

### Đại hội lần thứ VII (nhiệm kỳ 1992-1997)
Đại hội diễn ra từ ngày 18 đến ngày 20 tháng 5 năm 1992 tại Thủ đô Hà Nội. Dự Đại hội có 760 đại biểu chính thức đại diện cho hơn 10 triệu hội viên và 33 triệu phụ nữ cả nước. Các ông Đỗ Mười, Tổng Bí thư BCH Trung ương Đảng; Võ Chí Công, Chủ tịch Hội đồng Nhà nước; Võ Văn Kiệt, Chủ tịch Hội đồng Bộ trưởng; Lê Quang Đạo, Chủ tịch Quốc hội đến dự.
Nội dung:
- Khẳng định: các cấp Hội đã có những bước đổi mới về nội dung và phương thức hoạt động, do đó phong trào phụ nữ đã góp phần quan trọng trong công cuộc đổi mới đất nước.
- Đề ra các mục tiêu và phương hướng nhiệm vụ của phong trào phụ nữ những năm 1992–1997 và 5 chương trình công tác trọng tâm.
- Phát động thực hiện hai phong trào thi đua "Phụ nữ giúp nhau phát triển kinh tế gia đình", "Nuôi dạy con tốt, góp phần hạn chế trẻ em suy dinh dưỡng và bỏ học" và tiếp tục thực hiện phong trào "Ngày tiết kiệm vì phụ nữ nghèo"
- Bầu Ban Chấp hành Trung ương khóa VII gồm 96 ủy viên.

Chủ tịch danh dự: bà Nguyễn Thị Định.
Chủ tịch: bà Trương Mỹ Hoa.
Các Phó chủ tịch: bà Võ Thị Thắng, Vương Thị Hanh và bà Nguyễn Thị Phương Minh.

### Đại hội lần thứ VIII (nhiệm kỳ 1997-2002)
Đại hội diễn ra từ ngày 19 đến ngày 20 tháng 5 năm 1997 tại Thủ đô Hà Nội. Dự Đại hội có 900 đại biểu chính thức đại diện cho hơn 10 triệu hội viên và gần 24 triệu phụ nữ cả nước. Tham dự Đại hội còn có 25 đoàn đại biểu phụ nữ quốc tế của 22 nước và đại diện Liên đoàn phụ nữ dân chủ quốc tế, Liên đoàn Ủy ban vì tự do và Liên đoàn các tổ chức phụ nữ ASEAN.
Nội dung:
- Khẳng định những thành tích đạt được của phong trào phụ nữ và hoạt động của Hội Liên hiệp phụ nữ Việt Nam trong 5 năm (1992–1997).
- Nhấn mạnh tiếp tục thực hiện 5 chương trình trọng tâm.
- Phát động phong trào thi đua yêu nước: "Phụ nữ tích cực học tập, lao động sáng tạo, nuôi dạy con tốt, xây dựng gia đình hạnh phúc","Phụ nữ giúp nhau phát triển kinh tế gia đình, cần kiệm xây dựng đất nước".
- Bầu Ban Chấp hành Trung ương khóa VIII gồm 130 ủy viên.

Chủ tịch: bà Hà Thị Khiết.
Các Phó chủ tịch: bà Lê Thị Thu, Trương Thị Khuê, Nguyễn Thị Oanh và bà Nguyễn Thị Phương Minh.

### Đại hội lần thứ IX (nhiệm kỳ 2002-2007)
Đại hội diễn ra tại Hội trường Ba Đình, Thủ đô Hà Nội từ ngày 22 đến ngày 23 tháng 2 năm 2002. Đại hội có 900 đại biểu chính thức đại diện cho hơn 11 triệu hội viên; các ông: Tổng Bí thư Ban chấp hành Trung ương Đảng Nông Đức Mạnh, Chủ tịch nước Trần Đức Lương, Chủ tịch Quốc hội Nguyễn Văn An, Thủ tướng Chính phủ Phan Văn Khải đến dự;cùng 19 đoàn, gần 100 đại biểu phụ nữ quốc tế các nước và đại diện Liên đoàn phụ nữ dân chủ quốc tế, Liên đoàn các tổ chức phụ nữ ASEAN...
Nội dung:
- Khẳng định những thành tích đạt được của phong trào phụ nữ và hoạt động của Hội nhiệm kỳ 1997 – 2001.
- Kêu gọi phụ nữ cả nước tích cực thực hiện phong trào thi đua yêu nước: "Phụ nữ tích cực học tập, lao động sáng tạo, xây dựng gia đình hạnh phúc".
- Thực hiện 6 chương trình trọng tâm.
- Bầu Ban chấp hành Trung ương Hội Liên hiệp Phụ nữ Việt Nam khoá IX gồm 132 ủy viên.

Chủ tịch: bà Hà Thị Khiết được bầu lại.
Các Phó chủ tịch: bà Lê Thị Thu, Trương Thị Khuê, Nguyễn Thị Oanh, Nguyễn Thị Phương Minh, Nguyễn Thị Thanh Hòa và bà Nguyễn Thị Kim Liên.

### Đại hội lần thứ X (nhiệm kỳ 2007-2012)
Đại hội đại biểu Phụ nữ Toàn quốc lần thứ X nhiệm kỳ 2007 – 2012 đã được tổ chức từ ngày 1 đến ngày 4 tháng 10 năm 2007 tại thủ đô Hà Nội. Tham dự Đại hội có gần1.193 đại biểu chính thức, đại diện cho hơn 14 triệu hội viên trong cả nước. Đại hội đã vinh dự được đón Tổng Bí thư Nông Đức Mạnh đến dự và phát biểu ý kiến.
Nội dung:
- Đánh giá kết quả thực hiện Nghị quyết Đại hội đại biểu phụ nữ toàn quốc lần thứ IX.
- Đề ra mục tiêu, xác định nhiệm vụ, 8 chỉ tiêu cơ bản và 6 nhiệm vụ, giải pháp nâng cao chất lượng hoạt động.
- Thông qua Điều lệ Hội Liên hiệp Phụ nữ Việt Nam sửa đổi.
- Tiếp tục phát động phong trào thi đua "Phụ nữ tích cực học tập, lao động sáng tạo, xây dựng gia đình hạnh phúc"; vận động các tầng lớp phụ nữ sôi nổi hưởng ứng thực hiện phong trào thi đua yêu nước "Phụ nữ tích cực học tập, lao động sáng tạo, xây dựng gia đình hạnh phúc' gắn với thực hiện Cuộc vận động "Học tập và làm theo tấm gương đạo đức Hồ Chí Minh'; vận động các tổ chức, cá nhân ủng hộ xây dựng "Mái ấm tình thương cho phụ nữ nghèo".
- Bầu Ban chấp hành khoá X nhiệm kỳ 2007 – 2012 gồm 154 uỷ viên.

Chủ tịch: bà Nguyễn Thị Thanh Hòa.
Các Phó chủ tịch: bà Đặng Thị Ngọc Thịnh, Nguyễn Thị Kim Thuý, Hoàng Thị Ái Nhiên, H'Ngăm Niê K'Đăm.

### Đại hội lần thứ XI (nhiệm kỳ 2012-2017)
Đại hội Đại biểu Phụ nữ toàn quốc lần thứ XI với chủ đề "Đoàn kết – Sáng tạo – Hội nhập – Phát triển" khai mạc ngày 11/3/2012 tại Cung Văn hoá Lao động động Việt Xô, Thủ đô Hà Nội, đúng vào dịp kỷ niệm 102 năm Ngày Quốc tế phụ nữ (8/3/1910 – 8/3/2012) và 1972 năm Khởi nghĩa Hai Bà Trưng. Dự Đại hội có 979 đại biểu chính thức, đại diện cho hàng chục triệu cán bộ, hội viên phụ nữ, tiêu biểu cho sức mạnh và ý chí vươn lên của các tầng lớp phụ nữ Việt Nam từ các vùng miền của Tổ quốc.
Nội dung:
- Đánh giá, nhìn nhận về những thành tựu đã đạt được cũng như những hạn chế của nhiệm kỳ 2007 – 2012,
- Đề ra các nhiệm vụ trọng tâm trong nhiệm kỳ mới
- Thông qua Dự thảo toàn văn Điều lệ Hội Liên hiệp Phụ nữ Việt Nam sửa đổi bổ sung và Dự thảo nghị quyết đại hội đại biểu phụ nữ toàn quốc lần thứ XI, các chỉ tiêu cơ bản nhiệm kỳ 2012–2017.
- Bầu 163 đại biểu vào Ban chấp hành Trung ương Hội LHPN Việt Nam khóa XI

Chủ tịch: bà Nguyễn Thị Thanh Hòa (đến 04/2016); Nguyễn Thị Thu Hà (từ 04/2016)
Các Phó chủ tịch: bà Nguyễn Thị Kim Thuý, Hoàng Thị Ái Nhiên, Nguyễn Thị Tuyết, Trần Thanh Bình, Nguyễn Thị Thu Hà (đến 04/2016), Bùi Thị Hòa và Trần Thị Hương.

### Đại hội lần thứ XII (nhiệm kỳ 2017-2022)
Đại hội Đại biểu Phụ nữ toàn quốc lần thứ XII khai mạc vào ngày 07/3/2017, với chủ đề "Đoàn kết – Đổi mới – Bình đẳng – Hội nhập" cùng sự tham dự của 1.153 đại biểu chính thức, đại diện cho các tầng lớp phụ nữ, các dân tộc, tôn giáo, các độ tuổi, ngành nghề, các lĩnh vực công tác và các vùng miền khác nhau trong cả nước.
Đại hội lần này có nhiệm vụ kiểm điểm, đánh giá khách quan toàn diện các kết quả, hạn chế và nguyên nhân; rút ra những bài học kinh nghiệm thật sự sâu sắc qua việc thực hiện Nghị quyết Đại hội đại biểu Phụ nữ toàn quốc nhiệm kỳ 2012 – 2017; tập trung trí tuệ, dân chủ thảo luận để xác định mục tiêu, phương hướng, nhiệm vụ nhiệm kỳ 2017 – 2022; thông qua Điều lệ Hội LHPN Việt Nam (sửa đổi, bổ sung); bầu BCH T.Ư Hội khóa XII thật sự tiêu biểu về phẩm chất chính trị, đạo đức, trí tuệ, đủ năng lực lãnh đạo hoàn thành những nhiệm vụ to lớn của phong trào phụ nữ và công tác Hội trong thời gian tới.
Đại hội đã quyết định số lượng Ban Chấp hành Trung ương Hội LHPN Việt Nam khóa XII nhiệm kỳ 2017 gồm 171 ủy viên, tại Đại hội đã bầu 161 ủy viên. Hội nghị lần thứ nhất Ban Chấp hành Trung ương Hội LHPN Việt Nam khóa XII đã thống nhất số lượng ủy viên Đoàn Chủ tịch là 33 ủy viên và đã bầu 31 ủy viên tại Hội nghị Ban Chấp hành khoá XII lần thứ nhất.
Chủ tịch: Nguyễn Thị Thu Hà (đến 04/2020), Hà Thị Nga (từ 05/2020)
Các Phó Chủ tịch: Hoàng Thị Ái Nhiên (đến 03/2021), Bùi Thị Hòa (đến 12/2021), Trần Thị Hương, Nguyễn Thị Tuyết (đến 02/2020), Đỗ Thị Thu Thảo (từ 07/2018), Nguyễn Thị Minh Hương (từ 10/2021)

### Đại hội lần thứ XIII (nhiệm kỳ 2022-2027)
Đại hội Đại biểu Phụ nữ toàn quốc lần thứ XIII khai mạc vào ngày 10/3/2022, với chủ đề: "Phát huy truyền thống, đoàn kết, sáng tạo, hội nhập; xây dựng tổ chức hội vững mạnh, vì hạnh phúc của phụ nữ, vì sự phồn vinh của đất nước". Đại hội có sự tham gia 959 đại biểu chính thức tiêu biểu cho các tầng lớp phụ nữ, đại diện cho các dân tộc, các tôn giáo trên khắp mọi miền của Tổ quốc đã có mặt đông đủ tham dự Đại hội.
Đại hội đại biểu phụ nữ toàn quốc lần thứ XIII có nhiệm vụ quan trọng: Tổng kết, đánh giá kết quả thực hiện Nghị quyết Đại hội đại biểu phụ nữ toàn quốc XII; thảo luận kỹ, thống nhất đề ra phương hướng nhiệm vụ nhiệm kỳ 2022-2027; kiểm điểm sâu sắc, toàn diện công tác lãnh đạo, chỉ đạo của Ban Chấp hành Trung ương Hội LHPN Việt Nam khóa XII; thông qua Điều lệ Hội LHPN Việt Nam (sửa đổi, bổ sung); bầu ra Ban Chấp hành Trung ương Hội khoá XIII thực sự tiêu biểu về phẩm chất chính trị, đạo đức, trí tuệ, đủ năng lực lãnh đạo hoàn thành những nhiệm vụ to lớn của công tác Hội và phong trào phụ nữ trong thời gian tới.
Các đại biểu dự Đại hội đại biểu Phụ nữ toàn quốc lần thứ XIII đã thảo luận và biểu quyết cơ cấu, số lượng ủy viên Ban Chấp hành TƯ Hội khóa XIII. Theo đó số lượng Ban Chấp hành TƯ Hội khóa XIII gồm 163 ủy viên, tại Đại hội bầu 155 ủy viên; còn khuyết 8 ủy viên, Đại hội giao cho Ban Chấp hành TƯ Hội LHPN Việt Nam khóa XIII bổ sung sau Đại hội theo quy định của Điều lệ.
Chủ tịch: Hà Thị Nga (đến 10/2024); Nguyễn Thị Tuyến (11/2024 - nay)
Các Phó Chủ tịch: Đỗ Thị Thu Thảo, Nguyễn Thị Minh Hương, Trần Lan Phương, Nguyễn Thị Thu Hiền (từ 1/2024)

## Phụ nữ nổi tiếng

### 1. Thời kỳ phong kiến
1. Âu Cơ, tổ mẫu người Việt, người sinh ra 100 người con, những vị tổ tiên của người Việt
2. Hai Bà Trưng , gọi tắt của Trưng Trắc và Trưng Nhị, lãnh đạo cuộc khởi nghĩa chống quân xâm lược Đông Hán–cuộc khởi nghĩa đầu tiên trong 1000 năm Bắc thuộc, lập ra Nhà nước độc lập
3. Bà Triệu, lãnh đạo cuộc khởi nghĩa chống quân xâm lược nhà Ngô.
4. Thái hậu Dương Vân Nga: 2 lần làm hoàng hậu của 2 Vua Đinh Tiên Hoàng và Lê Đại Hành trong lịch sử Việt Nam
5. Nguyên phi Ỷ Lan, người phụ nữ tài năng của nhà Lý, đã hai lần nhiếp chính, lãnh đạo đất nước hưng thịnh.
6. Huyền Trân công chúa, kết hôn với vua Champa, mở mang hai châu Ô, Lý cho người Việt
7. Công chúa An Tư, con gái vua Trần Thánh Tông, lấy Thoát Hoan nhằm trì hoãn cuộc tấn công của quân địch
8. Công chúa Lê Ngọc Hân, con gái vua Lê, tài sắc vẹn toàn, giúp vua Quang Trung trị nước
9. Công chúa Ngọc Vạn, có công mở đường cho cuộc Nam tiến của người Việt
10. Nữ tướng Bùi Thị Xuân, tướng giỏi của triều Tây Sơn
11. Nữ sĩ Đoàn Thị Điểm
12. Nữ sĩ Hồ Xuân Hương
13. Bà Huyện Thanh Quan
14. Nguyễn Thị Duệ, nữ Tiến sĩ đầu tiên

### 2. Thời kỳ hiện đại

#### 1. Nữ chính khách, anh hùng trong chiến tranh
1. Nguyễn Thị Minh Khai, vợ của Tổng Bí thư Lê Hồng Phong, người chiến sĩ cách mạng lỗi lạc, đại biểu Đảng Cộng sản Đông Dương tại Đại hội V Quốc tế Cộng sản
2. Võ Thị Sáu, Anh hùng Lực lượng vũ trang nhân dân Việt Nam, một nữ chiến sĩ anh hùng, chiến đấu và hy sinh cho độc lập, thống nhất của Tổ quốc khi mới 19 tuổi với tinh thần hiên ngang, bất khuất, không chịu đầu hàng trước kẻ thù.
3. Hoàng Ngân, Bí thư Trung ương Hội Phụ nữ Cứu quốc Việt Nam đầu tiên, người đi đầu trong phong trào phụ nữ Việt Nam
4. Mạc Thị Bưởi, người được truy tặng danh hiệu Anh hùng Lực lượng vũ trang nhân dân trong đợt phong tặng đầu tiên năm 1955
5. Nguyễn Thị Chiên, Trung tá Quân đội nhân dân Việt Nam, Nữ Anh hùng Lực lượng vũ trang nhân dân đầu tiên của Quân đội nhân dân Việt Nam
6. Tạ Thị Kiều, Anh hùng Lực lượng vũ trang nhân dân Việt Nam
7. Mẹ Suốt, tức Nguyễn Thị Suốt, Anh hùng lao động Việt Nam, đã chèo đò cho hàng trăm lượt bộ đội, thương binh, đạn dược qua sông Nhật Lệ
8. Lê Thị Hồng Gấm, Anh hùng Lực lượng vũ trang nhân dân thời kỳ chống Mỹ cứu nước
9. Nguyễn Thị Định, nữ tướng đầu tiên của Quân đội nhân dân Việt Nam, nguyên Phó Tư lệnh Quân giải phóng Miền Nam Việt Nam, lãnh đạo phong trào Đồng Khởi ở Bến Tre
10. Nhất Chi Mai, người phụ nữ tự thiêu phản đối chiến tranh của Mỹ tại Việt Nam
11. Út Tịch, Anh hùng lực lượng vũ trang nhân dân, có câu nói nổi tiếng "Còn cái lai quần cũng đánh"
12. Hồ Kan Lịch, một trong những nữ Anh hùng Lực lượng vũ trang nhân dân đầu tiên trên dải Trường Sơn
13. Đặng Thùy Trâm, liệt sĩ, bác sĩ, Anh hùng Lực lượng vũ trang nhân dân, tác giả của Nhật ký Đặng Thùy Trâm nổi tiếng
14. Nguyễn Thị Bình, Nguyên Phó Chủ tịch nước Cộng hòa xã hội chủ nghĩa Việt Nam, Trưởng phái đoàn Chính phủ Cách mạng lâm thời Cộng hòa Miền Nam Việt Nam tại Hội nghị Pari, người phụ nữ duy nhất đặt bút ký vào Hiệp định Paris 1973
15. Nguyễn Thị Xuân Mỹ, nữ Ủy viên Bộ Chính trị đầu tiên, nguyên Chủ nhiệm Ủy ban Kiểm tra Trung ương Đảng Cộng sản Việt Nam
16. Trương Mỹ Hoa, nguyên Bí thư Trung ương Đảng khóa IX, nguyên Phó Chủ tịch Nước Cộng hòa xã hội chủ nghĩa Việt Nam, nguyên Phó Chủ tịch Quốc hội Việt Nam khóa X, nguyên Chủ tịch Trung ương Hội Liên hiệp Phụ nữ Việt Nam
17. Tòng Thị Phóng, nguyên Ủy viên Bộ Chính trị khóa XI, XII, nguyên Phó Chủ tịch Quốc hội Việt Nam khóa XIII
18. Nguyễn Thị Kim Ngân, nguyên Ủy viên Bộ Chính trị, nguyên Chủ tịch Quốc hội Việt Nam.
19. Nguyễn Thị Doan, Giáo sư, Tiến sĩ, nguyên Ủy viên Ban Chấp hành Trung ương Đảng, nguyên Phó Chủ tịch nước Cộng hòa xã hội chủ nghĩa Việt Nam
20. Hà Thị Khiết, nguyên Bí thư Trung ương Đảng, nguyên Trưởng ban Dân vận Trung ương, nguyên Chủ tịch Trung ương Hội Liên hiệp phụ nữ Việt Nam
21. Nguyễn Thị Quang Thái, nhà Cách mạng Việt Nam
22. Lê Thị Thu Ba, nguyên Ủy viên Ban Chấp hành Trung ương Đảng, nguyên Phó Chánh Văn phòng Trung ương Đảng, nguyên Phó Trưởng Ban Chỉ đạo Cải cách Tư pháp Trung ương
23. Võ Thị Thắng, nguyên Ủy viên Ban Chấp hành Trung ương Đảng khóa VIII, IX; nguyên Tổng cục trưởng Tổng cục Du lịch; người nổi tiếng với "Nụ cười chiến thắng"
24. Đặng Thị Ngọc Thịnh, nguyên Ủy viên Ban Chấp hành Trung ương Đảng khóa XI, XII, Đại biểu Quốc hội khóa XIII, XIV, nguyên Phó Chánh Văn phòng Trung ương Đảng, nguyên Quyền Chủ tịch nước CHXHCN Việt Nam, nguyên Phó Chủ tịch nước CHXHCN Việt Nam.
25. Huỳnh Thị Nhân, nguyên Ủy viên Ban Chấp hành Trung ương Đảng khóa X, nguyên Phó Bí thư Thành ủy Thành phố Hồ Chí Minh, nguyên Phó Chánh Văn phòng Trung ương Đảng
26. Nguyễn Thị Hằng, nguyên Ủy viên Ban Chấp hành Trung ương Đảng, nguyên Bộ trưởng Bộ Lao động Thương binh và Xã hội
27. Trần Thị Trung Chiến, nguyên Ủy viên Ban chấp hành Trung ương Đảng, nguyên Bộ trưởng Bộ Y tế
28. Trần Thị Thanh Thanh, nguyên Ủy viên Ban Chấp hành Trung ương Đảng, nguyên Bộ trưởng Chăm sóc và bảo vệ Trẻ em
29. Lê Thị Thu, nguyên Ủy viên Ban Chấp hành Trung ương Đảng, nguyên Bộ trưởng, Chủ nhiệm Ủy ban Gia đình và Trẻ em
30. Nguyễn Thị Kim Tiến, nguyên Ủy viên Ban Chấp hành Trung ương Đảng, nguyên Bộ trưởng Bộ Y tế, nguyên Trưởng Ban Bảo vệ, Chăm sóc sức khỏe cán bộ Trung ương
31. Phạm Thị Hải Chuyền, nguyên Ủy viên Ban Chấp hành Trung ương Đảng khóa X, XI, nguyên Bộ trưởng Bộ Lao động – Thương binh và Xã hội
32. Bùi Thị Minh Hoài, Ủy viên Bộ Chính trị, Bí thư Thành ủy Hà Nội
33. Y Vêng, nguyên Ủy viên Ban Chấp hành Trung ương Đảng, nguyên Bí thư Tỉnh ủy Kon Tum
34. Trần Thị Kim Cúc, nguyên Ủy viên Ban Chấp hành Trung ương Đảng, nguyên Bí thư Tỉnh ủy Tiền Giang
35. Lê Thị Bân, nguyên Ủy viên Ban Chấp hành Trung ương Đảng, nguyên Bí thư Tỉnh ủy Tây Ninh
36. Trương Thị Mai, nguyên Ủy viên Bộ Chính trị, nguyên Thường trực Ban Bí thư, nguyên Trưởng ban Tổ chức Trung ương
37. Nguyễn Thị Nương, nguyên Ủy viên Ban chấp hành Trung ương Đảng, nguyên Trưởng ban Công tác Đại biểu Quốc hội, nguyên Phó trưởng ban Tổ chức Trung ương
38. Nguyễn Thị Thanh Hòa, nguyên Ủy viên Ban chấp hành Trung ương Đảng, nguyên Chủ tịch Hội Liên hiệp Phụ nữ Việt Nam
39. Lò Mai Trinh, nguyên Ủy viên Ban chấp hành Trung ương Đảng, nguyên Bí thư Tỉnh ủy Điện Biên
40. Nguyễn Thị Kim Hồng, nguyên Ủy viên Ban Chấp hành Trung ương Đảng, nguyên Phó Trưởng ban Tổ chức Trung ương
41. Ngô Thị Doãn Thanh, nguyên Ủy viên Ban Chấp hành Trung ương Đảng, nguyên Phó Trưởng Ban Dân vận Trung ương
42. Nguyễn Thị Thu Hà, nguyên Ủy viên Ban Chấp hành Trung ương Đảng, nguyên Phó Bí thư Thành ủy Thành phố Hồ Chí Minh
43. Ngô Thị Thanh Hằng, nguyên Ủy viên Ban Chấp hành Trung ương Đảng, nguyên Phó Bí thư Thường trực Thành ủy Hà Nội
44. Hoàng Thị Thúy Lan, nguyên Ủy viên Ban Chấp hành Trung ương Đảng, nguyên Bí thư Tỉnh ủy Vĩnh Phúc
45. Nguyễn Thị Thanh, Ủy viên Ban Chấp hành Trung ương Đảng, Phó Chủ tịch Quốc hội
46. Lê Thu Hà, nguyên Chính ủy Bệnh viện Trung ương Quân đội 108, Nữ Trung tướng đầu tiên của Quân đội nhân dân Việt Nam
47. Bùi Tuyết Minh, nguyên Giám đốc Công an tỉnh Kiên Giang, Nữ tướng đầu tiên của Công an nhân dân Việt Nam
48. Hồ Thủy, Thiếu tướng Quân đội nhân dân Việt Nam, nguyên Giám đốc Bảo hiểm xã hội Bộ Quốc phòng
49. Nguyễn Hồng Giang, Thiếu tướng Quân đội nhân dân Việt Nam, nguyên Chính ủy Bệnh viện Trung ương Quân đội 108
50. Trần Thị Ngọc Đẹp, Trung tướng Công an nhân dân Việt Nam, nguyên Giám đốc Cảnh sát Phòng cháy, chữa cháy thành phố Cần Thơ
51. Tôn Nữ Thị Ninh, Đại sứ Việt Nam tại EU, ngueyen Phó Chủ nhiệm Ủy ban Đối ngoại Quốc hội
52. Phan Thúy Thanh, nguyên người phát ngôn Bộ Ngoại giao, nguyên Đại sứ Việt Nam tại Bỉ
53. Hồ Thể Lan, nguyên người phát ngôn Bộ Ngoại giao
54. Nguyễn Phương Nga, nguyên người phát ngôn Bộ Ngoại giao, nữ Thứ trưởng đầu tiên của Bộ Ngoại giao Việt Nam, nguyên Đại sứ, nguyên Trưởng phái đoàn đại diện Việt Nam tại Liên hợp quốc, Nguyên Chủ tịch Liên hiệp các tổ chức hữu nghị Việt Nam
55. Nguyễn Thị Hoàng Anh, nguyên Đại sứ đặc mệnh toàn quyền tại CHLB Đức, nguyên Thẩm phán Tòa án nhân dân Tối cao
56. Hồ Đắc Minh Nguyệt, nguyên Đại sứ Việt Nam tại Ukraina
57. Nguyễn Thị Thu Hà, Ủy viên Ban chấp hành Trung ương Đảng, Phó Chủ tịch kiêm Tổng Thư ký Ủy ban Trung ương Mặt trận Tổ quốc Việt Nam

#### 2. Nhà khoa học, doanh nhân
1. Giáo sư Hoàng Xuân Sính, nữ Giáo sư, Tiến sĩ khoa học Toán đầu tiên của Việt Nam
2. Giáo sư Lê Thị Luân, người tạo ra nhiều Vắc xin của Việt Nam
3. Giáo sư Lưu Lệ Hằng, giáo sư thiên văn người Mỹ gốc Việt, đã phát hiện vật thể đầu tiên trong Vành đai Kuiper, hiện làm việc tại Phòng Thí nghiệp Lincoln tại Viện Công nghệ Massachusetts
4. Nguyễn Ngọc Lưu Ly, Phó giáo sư đầu tiên của Việt Nam ,  Phó Chủ nhiệm Khoa Ngôn ngữ và Văn hóa tiếng Pháp, Đại học Ngoại ngữ–Đại học Quốc gia Hà Nội.
5. Bùi Thị An PGS.TS. Viện Trưởng Viện Tài nguyên và môi trường, Đại biểu Quốc hội khoá XIII[7] – Uỷ viên Uỷ ban Khoa học, công nghệ và môi trường Quốc hội.
6. Nguyễn Thị Phương Thảo, Chủ tịch HĐQT Sovico, Tổng giám đốc VietJet Air, Phó Chủ tịch thường trực HĐQT HDBank, được Forbes ghi nhận lọt top 100 người phụ nữ quyền lực nhất thế giới 2019 và là tỉ phú USD Việt Nam thứ 2.
7. Cao Thị Ngọc Dung, Chủ tịch HĐQT, Tổng giám đốc Công ty Cổ phần vàng bạc đá quý Phú Nhuận (PNJ)
8. Nguyễn Thị Mai Thanh, Chủ tịch HĐQT Công ty Cổ phần Cơ điện lạnh (REE), 50 nữ doanh nhân quyền lực nhất châu Á 2014
9. Phạm Thị Việt Nga, Chủ tịch Dược Hậu Giang, một trong 50 nữ doanh nhân quyền lực nhất châu Á do tạp chí Forbes xếp hạng
10. Nguyễn Hoàng Yến, Thành viên HĐQT Masan
11. Thái Hương, Chủ tịch HĐQT TH True Milk
12. Nguyễn Thị Nga (doanh nhân), Chủ tịch HĐQT SeABank
13. Nguyễn Thị Nguyệt Hường, Đại biểu Quốc hội, Chủ tịch HĐQT Tập đoàn Đầu tư và Phát triển Việt Nam
14. Mai Kiều Liên, Ủy viên Ban chấp hành Trung ương Đảng Cộng sản Việt Nam khóa VIII, Tổng Giám đốc Tổng Công ty Sữa Việt Nam (Vinamilk), một trong 50 nữ doanh nhân quyền lực nhất châu Á do tạp chí Forbes xếp hạng, 50 phụ nữ tiêu biểu châu Á.